# Helen Barnes
Helen Gertrude Barnes (5 de julio de 1895-1 de junio de 1925) fue una actriz y chica de las Ziegfeld Follies estadounidense, quién trabajo en comedias musicales.

## Primeros años
Helen Gertrude Barnes nació el 5 de julio de 1895 en Shelton, Connecticut, siendo hija de William y Anna Barnes. Su padre provenía de Pensilvania y mantuvo a su familia trabajando como jornalero y luego como vendedor de máquinas de escribir. La madre de Barnes nació en Inglaterra siendo hija de padres escoceses y había llegado a Estados Unidos, presumiblemente con sus padres, alrededor de los dos años. William y Anna se casaron en 1894 y en julio de 1896 pudieron completar su familia con el nacimiento de su segunda hija, Ruth. Después de que Ruth naciera, la familia de Barnes se mudó a Washington D. C.

## Carrera
Comenzó su carrera cuando tenía 19 años trabajando como miembro del coro en el musical de Broadway de 1914/15 Watch Your Step en el Teatro New Amsterdam. En mayo de 1915, Barnes comenzó a trabajar en una asociación de cuatro años con Florenz Ziegfeld, Jr. como intérprete en sus espectáculos anuales de Ziegfeld Follies. Más tarde, en 1915, Barnes interpretó a Lotta Nichols en la comedia musical Stop! Look! Listen! durante su carrera de 4 meses en el Teatro Globe.
Un crítico del The New York Times escribió en una reseña del 14 de mayo de 1918 sobre la obra The Squab Farm de Frederic Hatton y Fanny Hatton, diciendo que Helen Barnes parecía ser el "pichón favorito de la audiencia". La obra, que era una sátira que comparaba un escenario cinematográfico con un corral, se representó en el Teatro Bijou y Barnes interpretó a Hortense Hogan. The Squab Farm cerró después de 4 semanas y tenía entre sus miembros del reparto a Tallulah Bankhead, quién tenía 16 años.

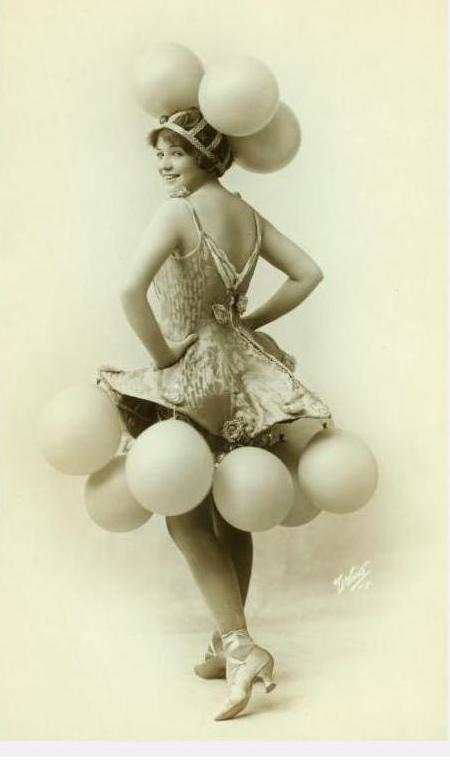
Helen Barnes como Bailarina en las Ziegfeld Follies
Galería digital en la Biblioteca Pública de Nueva York

Barnes interpretó a Georgie Van Alstyne en Oh, My Dear! (1918/19); Rhy Mac Donald en The Five Million (1919); Myrtilla Marne en An Innocent Idea (1920); y Tillie en Ladies' Night (1920/21).

## Viajes
Helen Barnes se dedicó a viajar a principios de la década de 1920. Pasó varios meses entre 1920 y 1921 estando en gira por Inglaterra y Francia y en 1922 se embarcó en una gira mundial de casi un año en donde visitó Escandinavia, Bélgica, Mónaco, Australia, Nueva Zelanda, India, Birmania, Tailandia, Ceilán, China, Hong Kong, Japón y Hawái.

## Muerte
Helen Barnes murió la madrugada del 1 de junio de 1925 debido a un accidente automovilístico cerca de Woodmont, Connecticut. Ella y su novio, John Griffin, quién era estudiante de tercer año en la Escuela Científica de Sheffield e hijo de un fabricante adinerado de Indiana, viajaban a gran velocidad cuando su automóvil chocó contra un vehículo que se movía lentamente, chocó contra otro y luego volcó varias veces matando a los dos casi instantáneamente. Los amigos de Griffin sintieron que el otro conductor, quien luego fue citado por conducir sin carné, compartía parte de la culpa de la tragedia debido a su conducción errática. Barnes y Griffin habían salido esa noche a cenar en un puesto de perritos calientes abierto durante toda la noche en las cercanías de East Haven. Aunque no hubo un anuncio oficial, Griffin les había dicho previamente a sus amigos que los dos planeaban casarse.